# Sojourner Truth

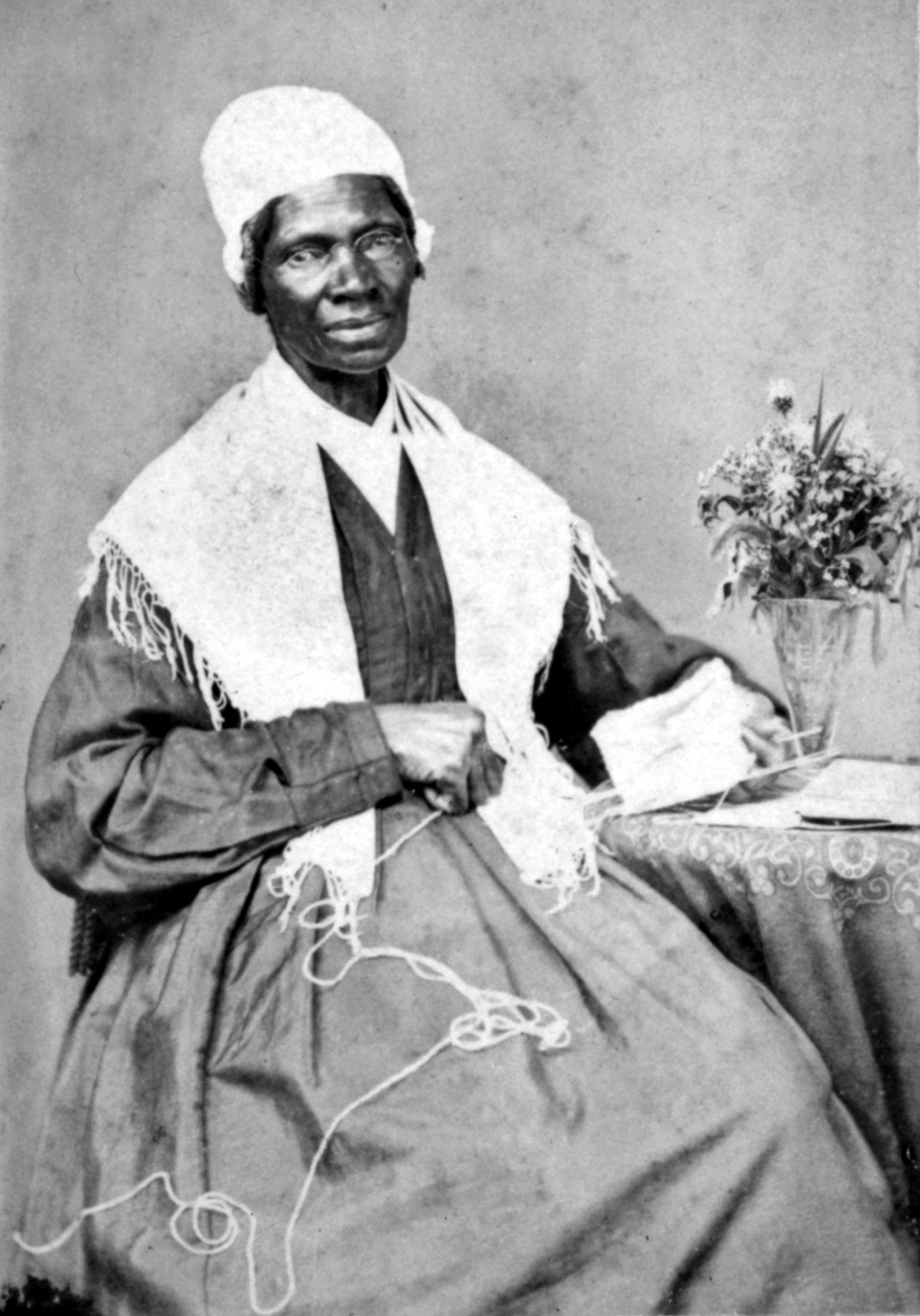
Sojurner Truth

Sojourner Truth (wymowa /soʊˈdʒɜ:rnər ˈtru:θ/; ur. ok. 1797, zm. 26 listopada 1883) – amerykańska abolicjonistka, która urodziła się jako niewolnica. Po urodzeniu nadano jej imię Isabella Bomefree, ale zmieniła je po uzyskaniu wolności.

## Dzieciństwo
Sojourner Truth urodziła się w Hurley w stanie Nowy Jork ok. 1797. Jej rodzice Betsey i James byli niewolnikami na farmie należącej do Johannesa Hardenberga. Sojourner miała troje rodzeństwa, dwóch braci i siostrę. Dwoje najstarszych zostało sprzedanych jeszcze przed jej narodzinami. Po śmierci właściciela, a potem jego syna niewolnicy razem z bydłem i końmi zostali wystawieni na sprzedaż. Rodzina została rozdzielona. Isabella została sprzedana Johnowi Nealy, właścicielowi sklepu. Miała wtedy 11 lat. Ponieważ ojciec Isabelli był już stary, nie znalazł nabywcy i spadkobiercy rodziny Hardenberg postanowili uwolnić go razem z żoną. Niestety matka Isabell zmarła wkrótce, w tej samej piwnicy, w której wraz z innymi niewolnikami spędziła ostatnie kilka lat życia. Jej ojciec popadł w depresję. Nowy pan Isabell mówił po angielsku, a Isabella znała tylko holenderski, więc często nie rozumiała poleceń, co według Neala zasługiwało na karę cielesną. Postanowił nauczyć Isabell angielskiego. Jego metody nie przyniosły jednak większych efektów. Pewnego dnia, po kolejnej nieudanej próbie, wychłostał ją za karę metalowym rozgrzanym do czerwoności prętem. Po tym incydencie ojciec uprosił znajomego rybaka, aby ten odkupił jego córkę. Tak też się stało. Isabella trafiła do prostej rybackiej rodziny, która traktowała ją dobrze. Tam też Isabell poprawiła swój angielski, choć do końca życia mówiła z silnym holenderskim akcentem. Niestety krótko po przenosinach Isabell do nowego miejsca jej ojciec umarł z głodu i wyczerpania.

## Miłość
Isabell spędziła zaledwie rok z rodziną Schryvers, ponieważ miejscowy farmer John Dumont zakupił ją za cenę trzykrotnie wyższą niż poprzednio. Nastoletnia Isabell zakochała się w chłopcu imieniem Roberto, który był niewolnikiem na sąsiedniej farmie. Jego właściciel Catlin był przeciwny temu związkowi i chciał, żeby Roberto poślubił jedną z niewolnic z jego farmy. Rozpuścił pogłoskę, że Isabell jest ciężko chora i wzywa go do siebie. Nieświadomy niczego chłopak wpadł prosto w pułapkę. Właściciel pobił go do nieprzytomności. Uratował go John Dumont, który przybiegł i powstrzymał Catlina. Roberto nigdy więcej nie odwiedził Isabell, która przeżyła swój pierwszy zawód miłosny. Rozczarowana życiem, spędzała coraz więcej czasu na modlitwie. Wkrótce za namową właściciela poślubiła jednego z niewolników na farmie. Chociaż nigdy nie połączyło ich bliskie uczucie, mieli razem pięcioro dzieci: Dianę, Elizabeth, Hannah, Petera i Sophie.

## Ucieczka
W 1824 w stanie Nowy Jork ogłoszono, że wszyscy niewolnicy urodzeni przed 4 czerwca 1799 mają być uwolnieni 4 czerwca 1827. Osoby urodzone później miały uzyskać wolność w wieku 28 lat (mężczyźni) i 25 lat (kobiety). Wprawdzie nikt nie wiedział, kiedy urodziła się Isabell, ale rodzina Domonts zgodziła się na pierwsza datę. Oprócz tego właściciel obiecał jej, że wypuści ją rok wcześniej, jeżeli tylko będzie ciężko pracowała. Niestety Isabell rok przed obiecanym uwolnieniem ciężko pokaleczyła sobie ręce i nie mogła pracować już tak szybko jak kiedyś. Pan Dumont wykorzystał ten fakt, aby złamać dane słowo. Widząc, że została oszukana, Isabell zdecydowała się na ucieczkę. Wiedziała, że nie zdoła zabrać ze sobą wszystkich dzieci i dlatego też zdecydowała się wziąć tylko najmłodszą córeczkę Sophie. Była wczesna jesień 1826.

## Służąca
Isabell zatrudniła się u rodziny Isaaca i Marii Van Wagener, która sprzyjała zbiegłym niewolnikom. Wkrótce musiał też stawić czoło panu Dumont, który znalazł ją i zażądał powrotu. I tym razem pomogła jej rodzina Van Wagner, która zaproponowała, że wykupi Isabell. Dumont, widząc, że na nic więcej nie może liczyć, przyjął ofertę i odjechał. Isabell była niezwykle wdzięczna i obiecała, że będzie pracowała bardzo ciężko, państwo Van Wagner zaznaczyli jednak, żeby nie uważała siebie za niewolnicę. Nie był to jednak koniec kłopotów związanych z dawnym miejscem pobytu. Dalej mieszkały tam przecież jej dzieci. Dumont sprzedał jej syna Petera swojemu szwagrowi w Alabamie. Była szczególnie niepokojące, ponieważ Alabama nie wprowadziła prawa pozwalającego na uwolnienie niewolników. Isabell postanowiła walczyć o syna. Najpierw udała się do Alabamy, mając nadzieję, że swoją opowieścią przekona matkę nowego właściciela jej syna i uzyska zgodę na jego powrót. Pani Gedney pozostała jednak nieugięta. Isabell wróciła do Nowego Jorku aby walczyć o syna w sądzie. Stan Nowy Jork dawał taką możliwość wyzwoleńcom. Wykorzystując przepis, który głosił, że nie wolno sprzedawać niewolników poza stan, sąd wydał wyrok nakazujący zwrócenie syna matce. Mając w ręku urzędowy dokument Isabell udała się do Alabamy. Gedney odmówił jednak zwrócenia syna i Isabell musiała znów zwrócić się do sądu. Miejscowy sąd odkładał sprawę przez kilka miesięcy. W końcu Isabell za pożyczone pieniądze wynajęła adwokata, a ten załatwił sprawę w ciągu kilku dni. Isabell była jedną z pierwszych czarnych kobiet, która wygrała sprawę w sądzie.

## Praca i modlitwa
W 1828 Isabell zdecydowała się wyprowadzić i poszukać dobrze płatnej pracy. Zostawiła Sophie u jednej ze swoich córek i wraz z Peterem wsiadła na pokład statku płynącego do Nowego Jorku. Szybko znalazła pracę, a jej syn zaczął uczyć się na marynarza. Zaczęła również bardziej angażować się w życie Kościoła. Wstąpiła do Zion African Church, gdzie szybko stała się znana z ekspresyjnego wyrażania swoich uczuć religijnych. Na tym nie zakończyły się poszukiwania religijne Isabell. Przez pewien czas należała do Grupy Ewangelickiej Kobiet, była też wolontariuszką w ośrodku Magdalenek dla bezdomnych kobiet. Tam poznała pastora Elijaha Piersona, który przewodził grupie wyznawców, uważających go za osobę szczególnie obdarzoną łaską Bożą. Isabell również dołączyła do tego grona. Przeprowadziła się nawet do domu spotkań, gdzie odtąd pracowała jako służąca, będąc jednocześnie zagorzałą wyznawczynią nowo powstającej sekty religijnej. Rok później do sekty dołączył Robert Matthews zwany Matthiasem. Grupa miała od tej pory dwóch przywódców. Postanowili przenieść siedzibę grupy na farmę położoną w pobliżu Hudson River i nazwać ją Zion Hill (była też znana pod nazwą Królestwo). Isabell wyłożyła na rzecz Królestwa całe swoje oszczędności i przeniosła się na farmę. Matthias powoli przejął władze nad całą społecznością, nakazując jej członkom oddawać się stworzonym przez niego rytuałom religijnym. Uważał, że ma władzę nad dawaniem rozwodów i udzielaniem małżeństw, nawet bez zgody zainteresowanych, zakazał również leczenia chorych, gdyż, jak twierdził, Bóg sam będzie leczył swoich wiernych. Isabell szybko rozczarowała się życiem sekty i w sierpniu 1834 postanowiła opuścić Królestwo. Jej decyzje umocnił skandal związany ze śmiercią, chorego już od dłuższego czasu, Piersona i oskarżenie Matthiasa o otrucie towarzysza. Isabell wróciła do Nowego Jorku, do pracy służącej w kolejnym mieszczańskim domu. Sprawa Królestwa była już wtedy głośna, rozpisywały się o niej gazety a jedna z nich nazwała nawet Isabell „diabelską wiedźmą”, która zniszczyła spokój i harmonię Zion Hill. Załamana Isabell, zaczęła zbierać listy polecające od poprzednich pracodawców, aby poprawić swoją reputację. Z pomocą przyszedł jej dziennikarz jednej z gazet, który postanowił opublikować z nią wywiad. Isabell drugi raz w swoim życiu postanowiła walczyć o swoje prawa w sądzie. Wytoczyła proces o oszczerstwo właścicielowi farmy, na której znajdowało się Zion Hill, a którego informacje były podstawą do wcześniejszych szkalujących oskarżeń. Sprawę wygrała i uzyskała wysokie odszkodowanie. Nie udało jej się jednak zjednoczyć rodziny, po pewnym czasie doszła też do wniosku, że Nowy Jork jest coraz mniej bezpiecznym miejscem dla wyzwolonych niewolników. Postanowiła opuścić miasto i rozpocząć nowy okres w jej życiu jako wędrowny kaznodzieja.

## Sojourner Truth
Na początku swojego pielgrzymowania Isabell, postanowiła zmienić imię, ponieważ uznała, że imię niewolnicy nie byłoby odpowiednie dla misjonarki. Zdecydowała, że odtąd nosiła będzie imię Sojourner Truth i pod takim imieniem znali ją mieszkańcy Long Island, którzy zbierali się, aby słuchać jej kazań. Trwało to do 1843, kiedy to dołączyła do Northampton Association of Education and Industry. Była to komuna, której członkowie pracowali i mieszkali wspólnie. Było z nią związanych wielu abolicjonistów, którzy chętnie odwiedzali wspólnotę. Tam Sojourner miała okazję spotkać między innymi Williama Garrisona czy Frederica Douglassa. Po rozwiązaniu organizacji Sojourner rozpoczęła pracę dla działaczy abolicjonistów. W tym czasie została wydana jej autobiograficzna książka The Narrative of Sojourner Truth. Sojourner jeździła z wykładami, które mimo że wygłaszane w prostym języku, poruszały do głębi słuchaczy i przy okazji sprzedawała kolejne egzemplarze swojej książki. Oprócz walki na rzecz całkowitego zniesienia niewolnictwa Sojourner zaangażowała się w ruch sufrażystek. Najbardziej znane jest jej wystąpienie na zjeździe w Ohio.

## „Czyż nie jestem kobietą?”
W maju 1852 Sojourner Truth uczestniczyła w corocznej konferencji na temat praw kobiet Akron w Ohio. Nie dopuszczono jej do głosu przez cały pierwszy dzień trwania wykładów. Na sali było wielu przeciwników ruchu na rzecz zrównania praw kobiet i mężczyzn. Drugiego dnia Sojourner odważyła się podejść do mównicy, mimo oburzonych głosów części uczestników (na sali byli wyłącznie biali, większą część sali stanowili mężczyźni). Truth wygłosiła wtedy swoją najbardziej znaną mowę, w której podważyła argumenty jej przeciwników. Wskazując na siebie powiedziała donośnym głosem: „Popatrzcie na mnie! Czyż nie jestem kobietą? Popatrzcie na mnie! Popatrzcie na moje ramiona!”. Następnie podwinęła rękawy, pokazując swoje spracowane ręce. Dalej udowadniała, że kobiety pracują równie ciężko jak mężczyźni. Nie zgodziła się również z poglądem, jakoby nierówność była dana od Boga, który dał swojemu Synowi ciało mężczyzny. Powiedziała między innymi: „Skąd pochodził Jezus? Pochodził od Boga i kobiety. Mężczyzna nie miał z tym nic wspólnego”. Na zarzut, że kobieta jest słabsza, ponieważ zgrzeszyła w raju Sojourner odpowiedziała: „Skoro pierwsza kobieta stworzona przez Boga miała siłę, aby obrócić świat do góry nogami, kobiety wspólnie są w stanie przywrócić go na poprzednie miejsce i znów uporządkować”.

## Sojourner spotyka się z prezydentem

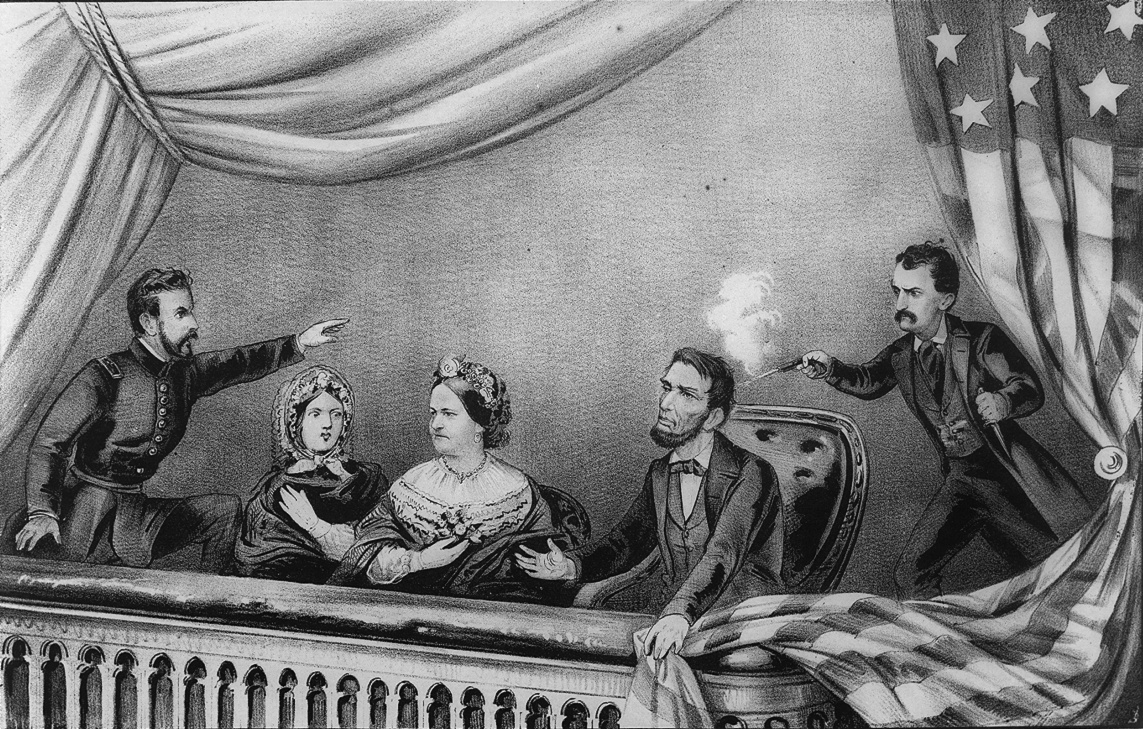
Zabójstwo prezydenta Lincolna

Narodowa debata nad zniesieniem niewolnictwa swój punkt szczytowy osiągnęła w czasie kampanii prezydenckiej 1860. Po wygranej Abrahama Lincolna na Południu rozpoczęły się rozruchy. Wkrótce zawiązała się Konfederacja a północne i południowe stany zaczęły przygotowywać się do wojny. Sojourner zdecydowała, że wyruszy w podróż, aby udzielić swojego poparcia dla przygotowań Unii. Miała wtedy ponad 60 lat i nie była tak silna jak kiedyś. Podróże i praca coraz szybciej ją męczyły. Wkrótce też ona i jej rodzina popadli w kłopoty finansowe. Redaktor czasopisma Anti-Slavery Standard ogłosił zbiórkę pieniędzy dla Truth. Pieniądze, które zostały zebrane wystarczyły na zakup domu w Battle Creek, gdzie Sojourner mogłaby spokojnie spędzić starość. W 1863 Truth udała się do Camp Ward. Zabrała ze sobą zapasy żywności dla stacjonujących tam żołnierzy, wśród których znajdował się spory oddział wyzwoleńców, aby spędzić z nimi Święto Dziękczynienia. Wygłosiła do żołnierzy patriotyczną mowę, która została przyjęta owacjami.
W 1864, po powrocie do zdrowia po długiej chorobie, Sojourner postanowiła pojechać do Waszyngtonu, aby odwiedzić prezydenta. Wielu abolicjonistów uważało, że Abraham Lincoln robi zbyt mało dla zniesienia niewolnictwa, Truth była innego zdania i postanowiła pojechać do niego ze słowami zachęty. Kiedy przybyła do pałacu prezydenckiego, przyjaciele abolicjoniści załatwili dla niej osobiste spotkanie z prezydentem. W trakcie spotkania Sojourner wyraziła swoje uznanie dla jego dotychczasowej pracy. Prezydent złożył podpis na jednym z egzemplarzy jej autobiografii. Truth postanowiła, że przez jakiś czas zostanie w stolicy Unii. Oczywiście i tutaj nie pozostała bezczynna. Przyłączyła się do organizacji zbierającej fundusze dla czarnoskórych żołnierzy oraz do grupy kobiet, które udzielały bezpłatnej pomocy medycznej oraz rozdawały żywność grupom wyzwolonych niewolników, które ciągłe napływały do miasta. Oprócz tego dawały schronienie wyzwoleńcom, ukrywając ich przed handlarzami niewolników, którzy wyłapywali ludzi, żeby potem sprzedać ich do plantacji Południa. Handlarze terroryzowali okolicę, grożąc śmiercią każdemu, kto się im przeciwstawi. Sojourner nie należała do osób, które łatwo przestraszyć. Wędrowała po uliczkach wiosek wyzwoleńców wzywając ich do oporu: „Prawo jest po waszej stronie. Schrońcie się w nim”. Przekupieni przez handlarzy niewolników policjanci próbowali ją nastraszyć. Sojourner nic sobie jednak nie robiła z ich gróźb. Jej postawa dodawała ducha czarnym mieszkańcom Waszyngtonu.
15 kwietnia 1865 prezydent zmarł, zastrzelony przez jednego ze zwolenników Konfederacji, jednak to nie powstrzymało kongresmenów przed uchwaleniem 13. poprawki do Konstytucji zakazującej niewolnictwa w jakiejkolwiek formie. Sojourner doczekała wreszcie dnia, na który tak długo czekała.

## Ostatnie lata życia
Od 1865 wszyscy byli wolni według prawa, ale pojawiły się nowe problemy. Czarni obywatele USA mogli mieszkać tylko w wydzielonych dzielnicach, chodzić wyznaczonymi ulicami, podróżować oddzielnymi tramwajami. Truth zorganizowała protest przeciwko przedsiębiorstwu tramwajowemu i wywalczyła zakaz segregacji miejsc w środkach komunikacji. Nie wszyscy jednak przestrzegali tego rozporządzenia. Sojourner sama wielokrotnie doświadczyła aktów rasizmu, kiedy konduktorzy odmawiali jej prawa do miejsca siedzącego w tramwaju. Truth martwiła sytuacja materialna byłych niewolników zmuszonych do mieszkania w slumsach. Świat dookoła zmieniał się powoli. Ponad 20 czarnoskórych przywódców zostało wybranych do Kongresu, wkrótce miały powstać państwowe szkoły dla nowych obywateli. Sojourner ciągle podróżowała głosząc słowa zachęty i otuchy. W 1868 rozpoczęła kampanię na rzecz przyznania im ziemi w zachodniej części państwa. W 1871, na spotkaniu w Rochester przebłagała białą publiczność, aby podpisali jej petycję. Mimo że zebrała wiele podpisów, jej pomysł spotkał się z małym poparciem w Waszyngtonie. Tymczasem na południu swoją działalność rozpoczął Ku Klux Klan. Sojourner zaczynała sobie zdawać sprawę, że to dopiero początek walki o równouprawnienie czarnych obywateli. Ostatnie lata życia były przepełnione bólem, spowodowanym ciężką chorobą wrzodową. Zmarła 26 listopada 1883. Na jej pogrzebie zjawiło się ponad tysiąc osób. Jej trumnę udekorowano symbolami krzyża, dojrzałego kłosa, sierpa i korony. Jej grób znajduje się na cmentarzu w Oak Hill. Ostatnie słowa jakie wypowiedziała, miały brzmieć: „Duch wzywa mnie. Muszę iść”.